# ويلي ديكر
ويلي ديكر (بالألمانية: Willy Decker)‏ هو مخرج ومخرج ألماني، ولد في 8 سبتمبر 1950 في بولهايم في ألمانيا.

## وصلات خارجية
- ويلي ديكر على موقع IMDb (الإنجليزية)
- ويلي ديكر على موقع مونزينجر (الألمانية)
- ويلي ديكر على موقع ميوزك برينز (الإنجليزية)
- ويلي ديكر على موقع قاعدة بيانات الفيلم (الإنجليزية)